# Navegació aèria astronòmica
|  | Per a altres significats, vegeu «navegació (desambiguació)». |

La navegació astronòmica és una part de l'astronomia per a l'ús directe del navegant aeri, que comprèn principalment les coordenadas celestes, el temps i la posició i moviment aparent dels astres pel que fa a la Terra.
S'empra en vols de llarga distància on es manca de ràdio ajudes convenients. Per a utilitzar-la cal disposar de sextant, cronòmetre, almanac aeri i taula de reducció. La combinació dels diferents mètodes de navegació permet resoldre el problema de navegació amb major facilitat.

## Història
Amb l'evolució i desenvolupament de les aeronaus, així com l'augment de l'autonomia de vol, es va fer palès la necessitat de nous sistemes de posicionament que permeteren travessar zones en les quals les ràdio ajudes existents no aplegaven (per exemple en el mar). Per a superar aquest problema es va recórrer a la navegació marítima, la qual disposava des de molt antic d'una tècnica per a establir la posició d'un punt a partir de l'observació dels astres. Per a això s'utilitzaven instruments tals com l'astrolabi i el sextant. L'astrolabi permet localitzar les posicions de les estrelles sobre la volta celeste i s'utilitzava per a determinar l'altura, la posició i el moviment dels astres sobre l'horitzó. Aquest instrument, tan antic i complex, té a més altre tipus d'aplicacions, com són: determinar l'hora del dia o de la nit, mitjançant l'observació del Sol o d'un Astre sobre l'horitzó; calcular l'hora d'eixida de les estrelles; així com resoldre problemes astrològics més complexos. Poc temps després es va inventar el sextant, que es basa en els mateixos principis que l'astrolabi, però es val de dos nous elements: un llargavistes i un joc d'espills, l'ús dels quals de precisió van resultar efectius després dels estudis sobre òptica. El sextant és un instrument que permet amidar angles entre dos objectes tals com dos punts d'una costa o un astre -tradicionalment el Sol- i l'horitzó. Coneixent l'elevació del Sol i l'hora del dia es pot determinar la latitud a la qual es troba l'observador. Aquesta determinació s'efectua amb bastant precisió mitjançant càlculs matemàtics senzills d'aplicar.
La navegació astronòmica va tenir un paper de complement per a la navegació a estima i va servir bàsicament per a determinar la posició quan no era possible establir referències visuals amb el terreny. Aquesta tècnica de realitzar periòdicament la fixació de la posició va permetre les més importants proeses registrades en el progrés de l'aviació.
Per altra banda, els càlculs a realitzar, encara amb la utilització d'uns mètodes molt elaborats, exigien una dedicació que no era compatible amb l'atenció que la tripulació havia de destinar al control de l'aeronau en vol. Aquesta situació va suposar l'aparició del navegant com membre addicional de la tripulació, capaç d'establir diverses vegades la posició de l'avió basant-se en l'observació amb sextant, de determinats cossos celestes i l'ocupació d'almanacs que indicaven la seua posició en les diferents èpoques de l'any.

## Inconvenients del seu ús
El principal problema que té la navegació a estima és que requereix la selecció d'una sèrie de punts significatius de la ruta que han d'estar a la vista de la tripulació, encara que a vegades aquestes referències visuals no s'obtenen, especialment en vols nocturns o amb condicions atmosfèriques adverses i en vols realitzats sobre el mar.